# 8464 Polishook
A 8464 Polishook (ideiglenes jelöléssel (8464) 1981 EF28) a Naprendszer kisbolygóövében található aszteroida. Schelte J. Bus fedezte fel 1981. március 2-án.